# Contea di Dayu
La contea di Dayu (大余县S, Dàyú XiànP) è una contea della Cina, situata nella provincia di Jiangxi e amministrata dalla prefettura di Ganzhou.